# King’s Road

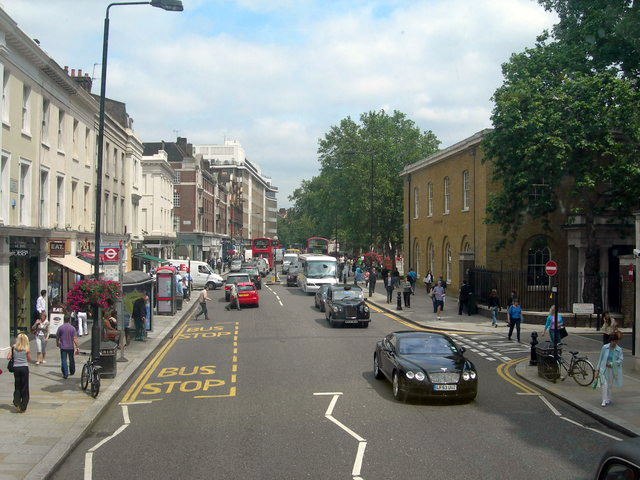
King’s Road

Die King’s Road ist eine Hauptverkehrsstraße in den westlichen Londoner Stadtteilen Chelsea und Fulham. Sie erstreckt sich vom Sloane Square in Chelsea bis zur Wandsworth Bridge Road in Fulham und setzt sich anschließend als New King’s Road bis zur Putney Bridge fort.
In den 1960er und 1970er Jahren war die King’s Road eines der Zentren der Hippie- und Punk-Kultur mit Geschäften wie „Granny Takes a Trip“ und „SEX“, dem Kleiderladen von Malcolm McLaren und Vivienne Westwood. Mittlerweile ist die King’s Road etwas weniger rebellisch, und viele kleinere und unabhängige Geschäfte haben den großen Marken und Ketten Platz gemacht. Die King’s Road ist immer noch eine der populärsten Einkaufsstraßen Chelseas. 

## Entstehung
Die King’s Road wurde ursprünglich als Privatweg von König Karl II. zum etwas weiter außerhalb der Innenstadt liegenden Stadtteil Kew angelegt. Die ersten Gebäude an der Straße wurden im frühen 18. Jahrhundert erbaut. Die Benutzung blieb noch bis 1830 dem Königshaus vorbehalten.

## Bedeutung
- 1968 bezog der Chelsea Drugstore die King’s Road, ein dreistöckiges Ensemble aus Bars, Restaurants, Plattenläden, Geschäften und Apotheke. Die Anwohner setzten 1971 die Schließung des Drugstore durch. Mittlerweile nutzt McDonald’s das Gebäude.
- Hier trafen sich die beiden Musiker der Gruppe Pet Shop Boys 1981 das erste Mal.
- In der King’s Road 484 befand sich bis 1983 das Büro von Swan Song Records, der Plattenfirma von Led Zeppelin.
- 1999 eröffnete Starbucks seine erste Filiale im Vereinigten Königreich in der King’s Road.
- „King’s Road“ ist der Titel eines Songs von Tom Petty & the Heartbreakers aus dem Album Hard Promises (1981).
- Thomas Arne, der Komponist der inoffiziellen Nationalhymne von Großbritannien „Rule, Britannia!“, lebte in der King’s Road.

Koordinaten: 51° 29′ 9,7″ N, 0° 10′ 20,9″ W